# Luis Callejo
Luis Callejo Martínez (Segovia, 1 augustus 1970) is een Spaans acteur.

## Filmografie

### Film
Uitgezonderd korte films en televisiefilms.
| Filmografie als acteur |                                                                |
| Jaar                   | Titel                                                          |
| 2001                   | Juego de Luna                                                  |
| 2003                   | Sobre el arco iris                                             |
| 2005                   | El penalti más largo del mundo                                 |
| 2005                   | Princesas                                                      |
| 2006                   | The Kovak Box                                                  |
| 2007                   | Goal II: Living the Dream                                      |
| 2007                   | Amigos de Jesús                                                |
| 2007                   | El club de los suicidas                                        |
| 2008                   | Che: Part Two                                                  |
| 2008                   | The Anarchist's Wife                                           |
| 2008                   | Los girasoles ciegos                                           |
| 2008                   | El patio de mi cárcel                                          |
| 2008                   | The Garden of Eden                                             |
| 2009                   | Al final del camino                                            |
| 2009                   | Siete minutos                                                  |
| 2009                   | Shell Shock                                                    |
| 2009                   | Relatos                                                        |
| 2010                   | El mal ajeno                                                   |
| 2010                   | El diario de Carlota                                           |
| 2010                   | Fernanda                                                       |
| 2011                   | 23-F: la película                                              |
| 2011                   | ¿Estás ahí?                                                    |
| 2011                   | Lo contrario al amor                                           |
| 2013                   | La mula                                                        |
| 2013                   | Gente en sitios                                                |
| 2013                   | La herida                                                      |
| 2013                   | Temporal                                                       |
| 2014                   | La señora Brackets, la niñera, el nieto bastardo y Emma Suárez |
| 2015                   | Mi gran noche                                                  |
| 2015                   | Palmeras en la nieve                                           |
| 2016                   | Risen                                                          |
| 2016                   | Cien años de perdón                                            |
| 2016                   | Kiki, el amor se hace                                          |
| 2016                   | Tarde para la ira                                              |
| 2016                   | The Promise                                                    |
| 2016                   | El hombre de las mil caras                                     |
| 2017                   | Es por tu bien                                                 |
| 2017                   | Oro                                                            |
| 2018                   | El aviso                                                       |
| 2018                   | Jefe                                                           |
| 2018                   | En las estrellas                                               |
| 2019                   | Mientras dure la guerra                                        |
| 2019                   | Intemperie                                                     |
| 2020                   | Ane                                                            |
| 2020                   | Malnazidos                                                     |
| 2021                   | Bajocero                                                       |
| 2021                   | Donde caben dos                                                |
| 2021                   | Érase una vez en Euskadi                                       |
| 2022                   | Un hombre de acción                                            |
| 2022                   | El Laberinto                                                   |

- Biblioteca Nacional de España: XX4760694
- Gemeinsame Normdatei: 1062131835
- International Standard Name Identifier: 0000 0001 1624 3902
- Library of Congress Control Number: no2008075561
- Système universitaire de documentation: 202653218
- Virtual International Authority File: 39187325
- WorldCat: E39PBJcGpV7BDk9FYPWMtcQ6rq